# Gynoplistia (Gynoplistia) melanopyga
Gynoplistia (Gynoplistia) melanopyga is een tweevleugelige uit de familie steltmuggen (Limoniidae). De soort komt voor in het Australaziatisch gebied.